# Hiéroglyphe égyptien S20
Le sceau accroché à une chaînette, en hiéroglyphes égyptiens, est classifié dans la section S « Couronnes, vêtements, sceptres, etc. » de la liste de Gardiner ; il y est noté S20.

## Représentation
Il représente un sceau cylindrique attaché à une chaînette de manière à être porté par un trésorier. Il est translittéré šˁ.ty, sˁḥ ou ḫtm(y/w/t), le radical « sceau » sḏȝ longtemps utilisé est dépassé, ḫtm lui étant aujourd'hui préféré.

## Utilisation
| S20 | Z1 | / | s · H · a | S20 | S20 | S20 |

| S20 | Z1 | / | s · H · a | S20 | S20 | S20 |

être noble, ennoblir ».
| S20 | Z1 · O39 | / | S · a | t · y | S20 | Y1 · Z2 |

| S20 | Z1 · O39 | / | S · a | t · y | S20 | Y1 · Z2 |

| x · t | S20 |

| x · t | S20 |

| x · t | S20 | i | i |

| x · t | S20 | i | i |

| S20 | t |

| S20 | t |

| S20 | t |

| S20 | t |

C'est un déterminatif du champ lexical du sceau et de ce qui est scellé (dans le sens premier ou second), clos.

## Exemples de mots
| s | U28 | A | i | i | t · S20 |

| s | U28 | A | i | i | t · S20 |

| z · a | H | S20 |

| z · a | H | S20 |

| i | p · t | S20 | pr |

| i | p · t | S20 | pr |